# Venamartello
Venamartello (Venamartièllë in dialetto ascolano) è una frazione del comune di Acquasanta Terme in provincia di Ascoli Piceno circondata interamente da verdi montagne, dove si può trovare una vasta fauna: caprioli, cinghiali e raramente lupi. Le sue origini si possono far risalire intorno all'anno mille. Venamartello domina un tratto della valle del Tronto e del rio Tallacano; dalla frazione si possono vedere sia il Monte Vettore che il Monte Piselli.

## Storia
I primi cenni risalgono al 1039 grazie a dei documenti di monaci farfensi. Il nome sembra prendere origine dalla famiglia dei Martelleschi che tra qui e Paggese aveva la propria residenza, salvo poi trasferirsi ad Ascoli intorno al 1200. 
Nel 1458 insieme a Cocoscia fu inserito come Sindacato unico al comune di Acquasanta Terme.
Nel 1562 qui ebbe residenza il famoso Mariano Parisani, e per questo in alcuni documenti è testimoniato che la villa venne data alla fiamme. 
Lo storico Giuseppe Colucci, attorno al 1800, descriveva una villa con 144 abitanti e due chiese; S. Salvatore attualmente diroccata e della Beata Vergine delle Grazie attualmente sconsacrata ed edificio privato. Lo scrittore descrive anche come nei pressi della chiesa probabilmente via siano i resti del castello della famiglia Martelleschi.
Nel 1808 il paese fu occupato dalle truppe francesi del generale Julien a causa del brigantaggio sempre presente. Infatti tra Cocoscia e Venamartello sembra che era presente una chiesa costruita da mastri Longobardi, ma poi distrutta perché ritrovo dei briganti.
Durante l'unità d'Italia il generale Pinelli diede alle fiamme il paese come rappresaglia per essersi ribellato.

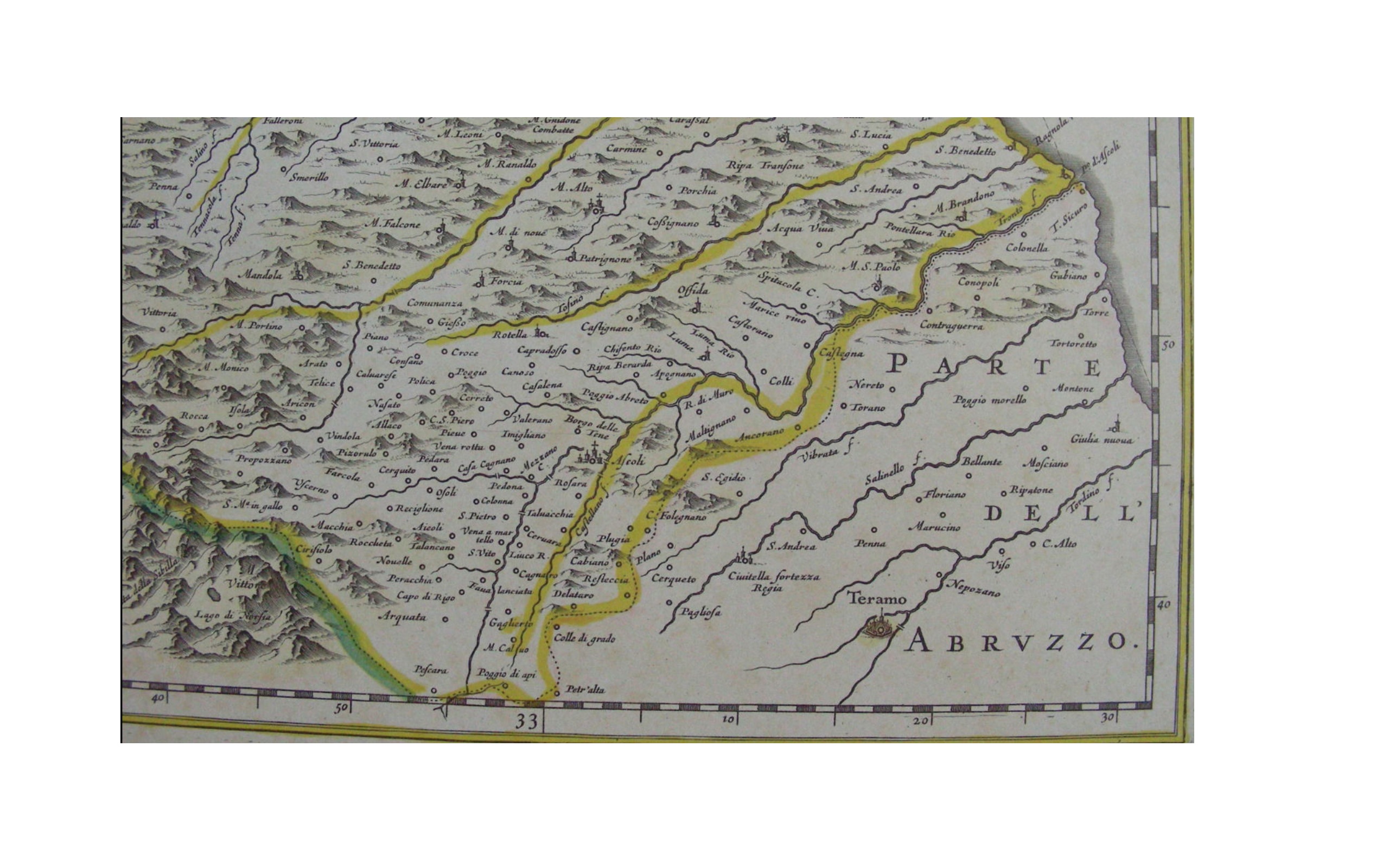
Cartina geografica del 1640 disegnata da Willem Blaeu.

## Geografia fisica

### Territorio
Collocato nell'appennino umbro-marchigiano è inserito nel comprensorio del parco nazionale dei Monti Sibillini. Le montagne che circondano il paese sono: monte Ceresa (1494 metri), monte Savucco (1205 metri), monte Monterone (1420 metri), monte Scaloni (1340 metri), colle Cese Novele (1057 metri), monte Vicito (1041 metri), monte Pianomonte (1279 metri). Questa frazione si trova a 600 m s.l.m. e a 13 km da Acquasanta Terme e a soli 9 km dalla via Salaria. Percorrendo la strada di notte dal lago al paese si possono facilmente incontrare specie appartenenti alla fauna notturna locale come: cinghiali, volpi, gufi e altri animali. Nei pressi di Venamartello vi sono le frazioni di Cocoscia, Tallacano, Falciano, Vallefusella e Forcella
Venamartello nel periodo estivo  si popola per il ritorno di molti emigranti che hanno origini qui. Altri vengono a Venamartello per la caccia.

### Clima
Il clima è tipico dell'Appennino: ci sono inverni freddi (non mancano temperature inferiori ai 5° sotto zero) con forti nevicate, primavere ed autunni piovosi ed estati calde soprattutto nei mesi di luglio fino a metà di settembre

## Monumenti e luoghi d'interesse
A Venamartello vi sono presenti tre chiese, di  periodo di costruzione differente, le due più antiche sono non agibili, l'altra invece risale ai primi anni 1960 e recentemente ristrutturata. Due delle quali sono dedicate a San Salvatore. A Venamartello inoltre vi è un cimitero attualmente chiuso alle sepolture.

## Sport
Il trekking è in forte ascesa grazie alla presenza di molti percorsi segnalati e recuperati dal CAI di Ascoli Piceno e da molti appassionati. Nei mesi di settembre e ottobre nelle montagne come da tradizione secolare tante persone tornano a popolare i boschi per la raccolta di castagne. Altre ricchezze del bosco sono i funghi, i tartufi neri, asparagi selvatici, ciliegie, fichi, noci, lamponi e more.
Venamartello è attraversata dal fiume Tronto. Sia dal lato sud, dove il fiume transita naturalmente, sia sul lato nord nel canale artificiale che alimenta la nota Centrale idroelettrica di Venamartello.

## Popolazione
Venamartello ha una popolazione post terremoto di 8 abitanti. I residenti sono 9, alcuni dei quali momentaneamente fuori a causa del sisma, ma vi vivono quattro persone residenti altrove. L'età media è relativamente alta, attorno ai 60. Il più anziano è Amedeo detto Madè.

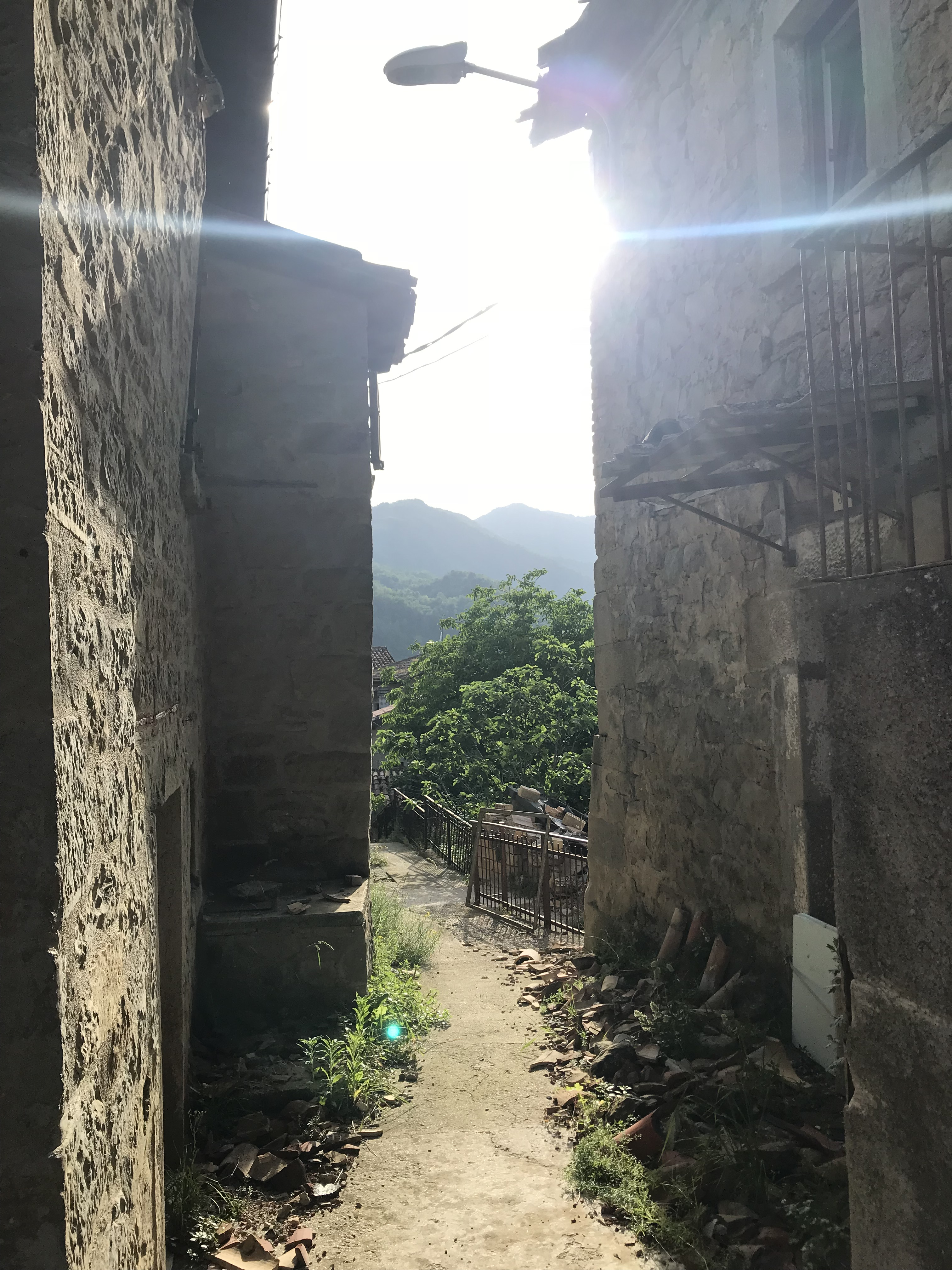
Altri crolli.

## Sisma 2016

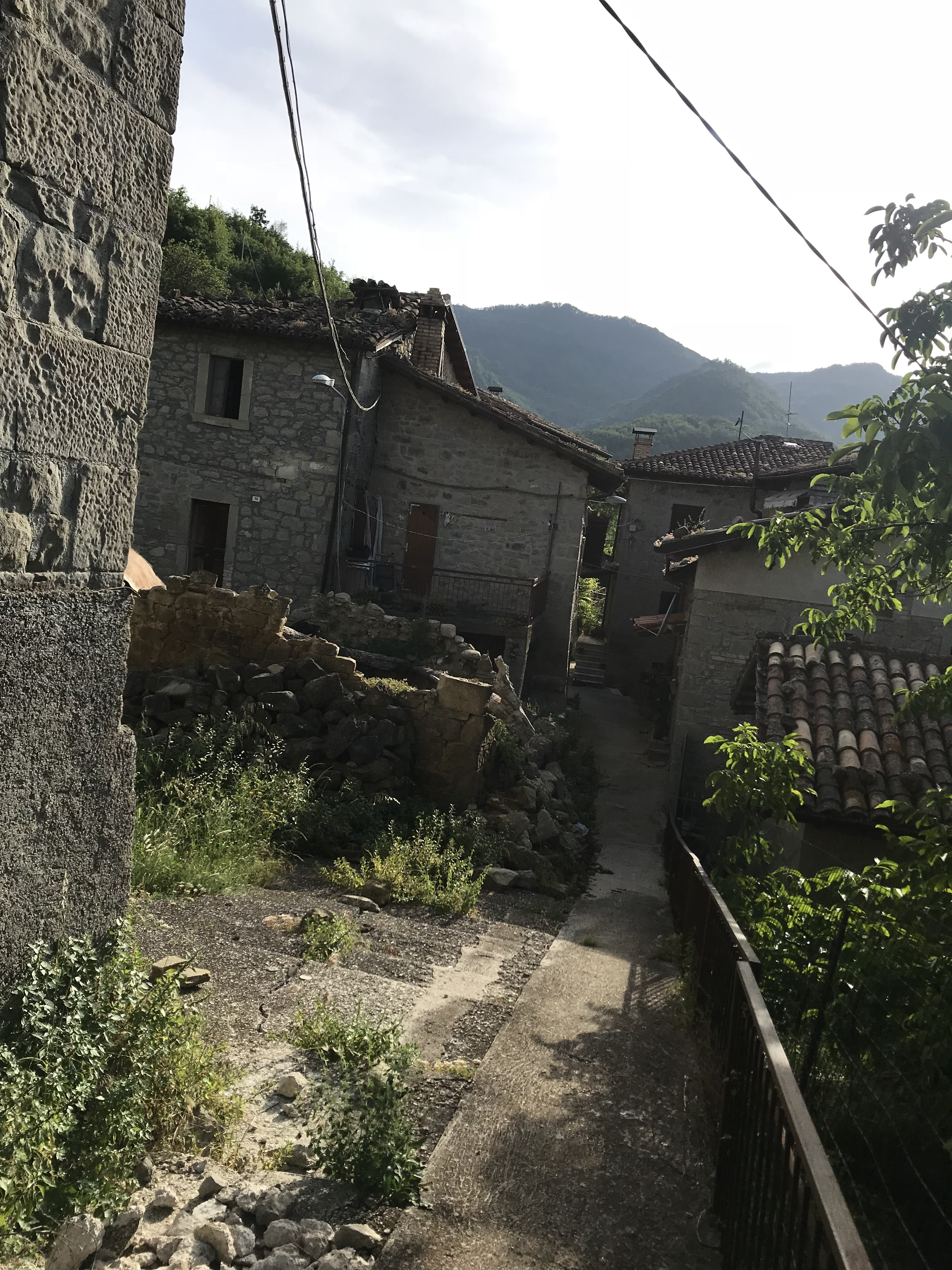
Crolli post sisma

Venamartello, come tutto il comune di Acquasanta, è stato fortemente "scosso" dallo sciame sismico iniziato il 26 Agosto 2016. Proprio in quella data, il paese era affollato di turisti anche detti "bagnanti". Fortunatamente non vi furono feriti, e le abitazioni ebbero solo crolli parziali. Ovviamente quasi l'intera popolazione si trasferì, fu anche montata una tenda temporanea per tutti gli abitanti del paese. Il 30 ottobre 2016, Norcia fu colpita da un sisma di magnitudo 6.5, e Venamartello vi furono svariati crolli, il centro storico è stato dichiarato per il 90% inagibile e zona rossa. Di fatto le case più danneggiate sono risultate quelle dei turisti, i quali non è dato sapersi quando torneranno ad affollare il paesino.